# Laurel (Nebraska)
Laurel je grad u američkoj saveznoj državi Nebraska. Prema popisu stanovništva iz 2010. u njemu je živjelo 964 stanovnika.